# Кута (Калиновик)
Кута је насељено мјесто у општини Калиновик, Република Српска, БиХ. Према попису становништва из 1991. у насељу је живјело 72 становника. Према попису становништва из 2013. у насељу је живјело 26 становника.

## Географија
Кута се налазе у подножју Трескавице на надморској висини од око 1090 метара.

## Становништво
Према попису становништва из 1991. године, мјесто је имало 72 становника.
| Националност | 1991. |
| Срби         | 72    |
| Укупно       |       |

| Демографија | Демографија | Демографија |
| Година      | Становника  | Становника  |
| ----------- | ----------- | ----------- |
| 1961.       | 149         |             |
| 1971.       | 138         |             |
| 1981.       | 85          |             |
| 1991.       | 72          |             |
| 2013.       | 26          |             |